# Portada/efemèride desembre 19
Renata Tebaldi
« 18 de desembre · 19 de desembre · 20 de desembre »